# Валујки
Валујки (рус. Валуйки) град је у Русији у Белгородској области. Према попису становништва из 2010. у граду је живело 35322 становника.

## Становништво
| 1939.  | 1959.  | 1970.  | 1979.  | 1989.  | 2002.  | 2010.  |
| ------ | ------ | ------ | ------ | ------ | ------ | ------ |
| 16.744 | 18.068 | 29.093 | 32.109 | 34.863 | 35.790 | 35.322 |